# SIFTT Katar

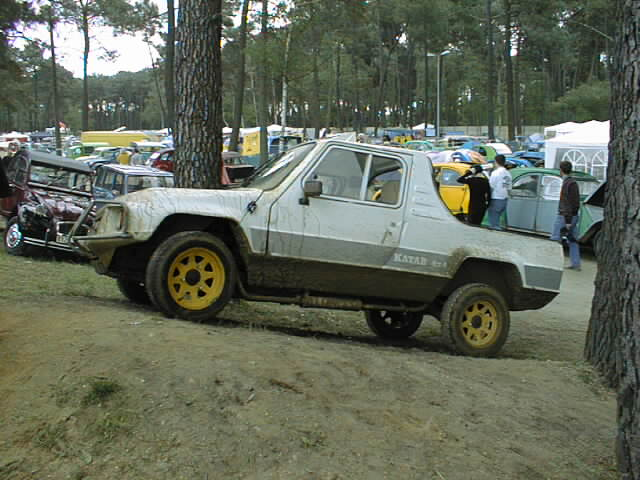
Un SIFTT Katar

Le SIFTT Katar est un petit véhicule tout-terrain créé en 1985 par la Société Industrielle Française du Tout-Terrain à partir d'un châssis de Citroën 2 CV et d'un moteur de 652 cm3 de Visa. Il a été conçu dans l'Aveyron sur le site de Cransac par Jean Luc Pontaillé et Bernard Lafanechère, qui ont créé la société pour l'occasion. La production a ensuite été délocalisée en Ardèche, à Villevocance.
La coque semi porteuse réalisée en polyester renforcé verre intégrant une structure tubulaire, lui assure robustesse et rigidité. La transmission intégrale est un brevet Voisin. Le pont arrière est en fait constitué d'une boîte de vitesses retournée et modifiée pour l'occasion. Le passage en 4 roues motrices nécessite donc deux actions, ce qui explique les deux leviers de transmission sous le levier de vitesse.
On dénombre environ 245 véhicules produits sur la base Citroën de 1987 à 1992. Quelques autres exemplaires ont été produits sur des châssis ARO avec motorisation Diesel Renault avant que la SIFTT ne ferme en 1992.
Un prototype de la Katar fut engagé au rallye Paris-Dakar en 1987 avec Pierre David au volant. Un prototype d'usine avait été engagé lors de l'édition 1986 avec Bernard Lafanechère au volant, et copiloté par Pierre Buet. Ce véhicule est arrivé à 100 kilomètres de Dakar où une dune a eu raison de lui.